# Cryptomeigenia
Cryptomeigenia – rodzaj muchówek z rodziny rączycowatych (Tachinidae).

## Wybrane gatunki
- C. brimleyi Reinhard, 1947[1]
- C. crassipalpis Reinhard, 1947[1]
- C. demylus (Walker, 1849)[1]
- C. dubia Curran, 1926[1]
- C. flavibasis Curran, 1927[1]
- C. hinei (Coquillett, 1902)[1]
- C. illinoiensis (Townsend, 1892)[1]
- C. muscoides Curran, 1926[1]
- C. nigripes Curran, 1926[1]
- C. nigripilosa Curran, 1926[1]
- C. ochreigaster Curran, 1926[1]
- C. simplex Curran, 1926[1]
- C. theutis (Walker, 1849)[1]
- C. triangularis Curran, 1926[1]